# Floresville (Texas)
Floresville település az Amerikai Egyesült Államok Texas államában, Wilson megyében, melynek megyeszékhelye is. Lakosainak száma 7203 fő (2020. április 1.).

## Népesség
A település népességének változása:

| 2010 | 6 448 |
| 2020 | 7 203 |